# Штогрин, Андрей Витальевич
Андре́й Вита́льевич Што́грин (укр. Андрій Віталійович Штогрін; род. 14 декабря 1998, Одесса) — украинский футболист, нападающий клуба «Нефтчи».

## Клубная карьера
С февраля 2015 года — в молодёжной академии «Черноморца». Первый тренер — С. Т. Семенов. С 2014 по 2017 год выступал за юношескую команду одесситов, а с 2016 года выступал также и за «молодежку» «Черноморца». Дебютировал за первую команду «моряков» 19 мая 2018 года в победном (1:0) домашнем поединке 32-в тура УПЛ против кропивницкой «Звезды». Штогрин вышел на поле на 88-й минуте, заменив Александра Гладкого.